# 니콘 FM2

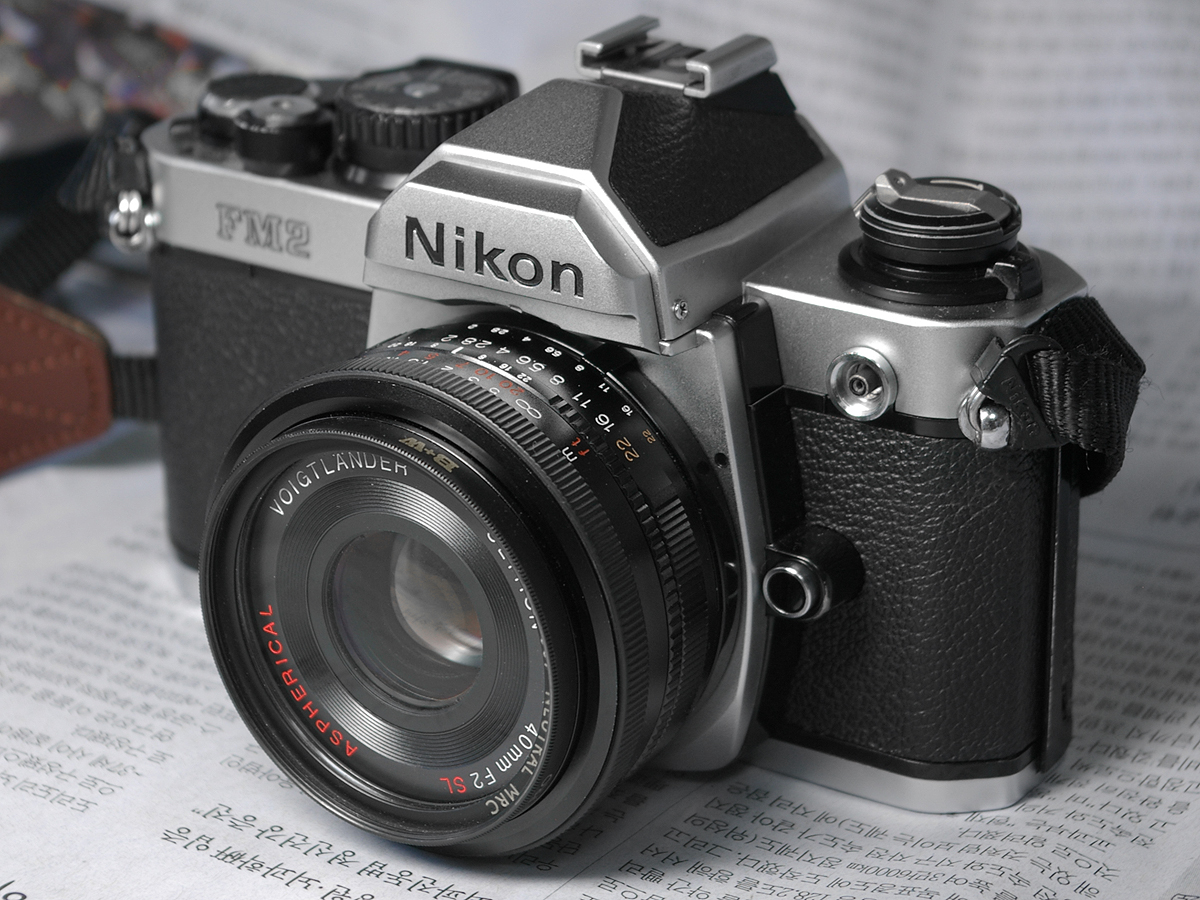
니콘 FM2

니콘 FM2는 니콘의 전신인 Nippon Kogaku K. K.에서 처음으로 제조된 수동식 SLR카메라이다.